# Rheinländer (Tanz)
| Rheinländer       | Rheinländer             |
| ----------------- | ----------------------- |
| Art:              | Paartanz, Volkstanz     |
| Musik:            | Volksmusik              |
| Rhythmus:         | 2/4 Takt                |
| Geschwindigkeit:  | 40 TPM                  |
| Herkunft:         | Deutschland, Österreich |
| Entstehungszeit:  | etwa 1850               |
| Liste aller Tänze |                         |

Der Rheinländer ist ein deutscher, österreichischer, schweizerischer und skandinavischer Volkstanz. Er ähnelt der Polka und ist verwandt mit dem Schottisch und der Bayrisch-Polka.

## Formen
Der Rheinländer ist ein in der Mitte des 19. Jahrhunderts entstandener Paartanz im 2/4-Takt. Der Name tauchte um 1850 in den Salons auf. Vorläufer war der in Deutschland schon vor 1800 nachweisbare „Hopser“, den etwa Johann Sebastian Bach 1742 in seiner „Bauern- und Hochzeitskantate“ verwendete. Kennzeichen ist die Grundstellung hintereinander (Kiekbuschfassung), üblicherweise steht der Tänzer hinter der Tänzerin, beide blicken in Tanzrichtung.
In verschiedenen Regionen werden jedoch recht verschiedene Tanzformen mit dem Namen „Rheinländer“ bezeichnet: Schottischformen, Bayrischpolka und Ähnliches.

## Tanzbeschreibung
Es gibt etliche verschiedene Tanzformen. Hier wird der Österreichische Grundtanz „Rheinländer“ beschrieben.
Ausgangsstellung in Kiekbuschfassung.
1. Takt: Links ausschreitend, tanzen beide einen kurzen Wechselschritt schräg links vorwärts. Im letzten Achtel des Taktes wendet der Tänzer seine Partnerin und sich selbst – beide am linken Ballen drehend – ein wenig nach rechts, so dass er sich nun rechts hinter ihr befindet.
2. Takt: Rechts ausschreitend, einen kurzen Wechselschritt schräg rechts vorwärts.
3. Takt: Im ersten Taktviertel dreht der Tänzer, das linke Bein belastend, die Tänzerin so nach links, dass er ihr, die den Kopf etwas rückwendet, flüchtig ins Gesicht schauen kann. Sie belastet dabei ebenfalls das linke Bein. Im 2. Taktviertel wendet er sie – das rechte Bein belastend – nach rechts. Sie blickt ihn nun über die rechte Schulter an.
4. Takt: Die Fassung der linken Hände wird gelöst. Mit der erhobenen rechten Hand dreht der Tänzer seine Partnerin, die zwei Dreherschritte tanzt, eine ganze Drehung nach links herum zur Ausgangsstellung. Der Tänzer geht während dieser Drehung zwei ganz kleine Schritte (links, rechts) vorwärts.

## Musik
Bekannte Rheinländer-Melodien sind unter anderem:
- Birewegge-Polka
- Bummelpeter
- Die Holzauktion
- Gygeli-Polka
- Heirassa-Polka (siehe Alois Schilliger)
- Ja, du bisch ja nur es Babeli
- Männertreu
- Oh, Susanna (Trink’n wir noch’n Tröpfchen)